# Diples

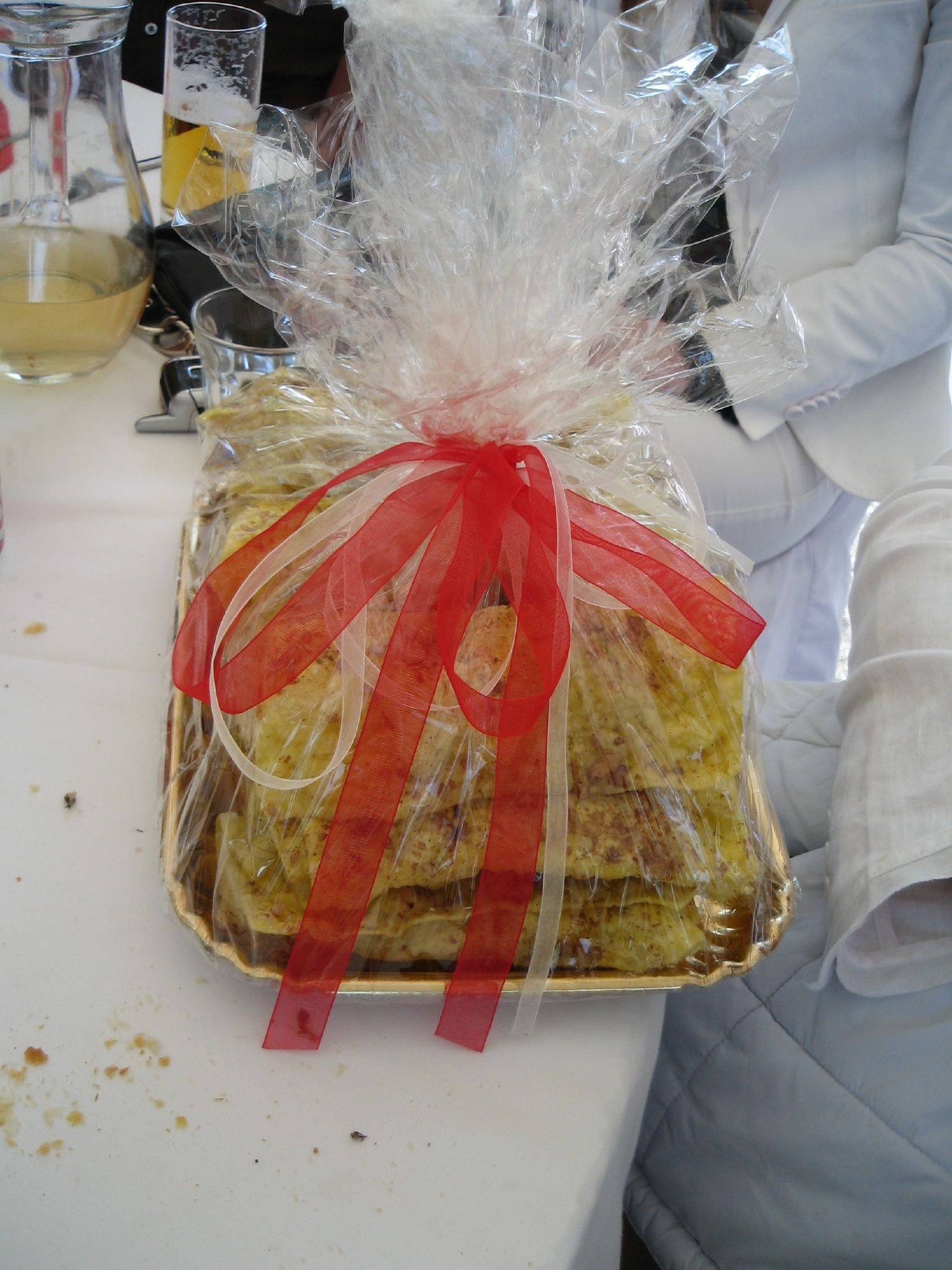
Diples.

Los diples (o thiples) son un postre griego hecho de masa fina. Se elaboran estirando la masa hasta obtener tiras largas y finas, que se fríen y doblan en aceite caliente, mojándolas luego en almíbar. Tradicionalmente se usa miel templada en lugar de almíbar, y se espolvorean con frutos secos picados y canela. Los thiples pueden hacerse con distintas formas, siendo las más comunes lazos y espirales. Los thiples son un postre típico del Peloponeso y se sirven también en bodas y en las fiestas de Año Nuevo.
Otra forma emplea un molde de hierro mojado en rebozado de diples y frito en aceite caliente hasta que el dulce se separa de él. Se cubre entonces con miel, nuez picada y canela.